# 格林镇区 (俄亥俄州亚当斯县)
格林镇区是美国俄亥俄州亚当斯县的一个镇区，2010年美国人口普查时有651人居住在该镇区，其中557人居住在未建制社区。
这是全州16个格林镇区之一。

## 地理
格林镇区位于亚当斯县的东南部，与以下镇区接壤：
- 布拉什克里克镇区 - 北
- 杰弗逊镇区 - 东北
- 赛欧托县尼罗镇区 - 东
- 门罗镇区 - 西

肯塔基州刘易斯县与曼彻斯特镇区隔俄亥俄河相望。 
罗马位于该镇区。

## 历史
格林镇区名称源自纳瑟内尔·格林将军。

## 政府
镇区有3人组成的理事会管理。理事会理事选举在奇数年11月举行，并在来年1月1日开始四年任期。两名理事的选举在总统选举后一年举行，另一名的选举在总统选举前一年举行。镇区财务官亦由选举产生，与一名镇区理事选举同时举行，不过在来年4月1日才开始四年任期。若财务官或理事职位有空缺，将由剩余理事填补。